# Mormopterus eleryi
Mormopterus eleryi är en fladdermus i familjen veckläppade fladdermöss som förekommer i Australien.
Enligt en studie från 2014 bör arten listas som enda medlem i undersläktet eller släktet Setirostris. I motsats till andra arter av släktet Mormopterus har djuret oftast två framtänder per sida i underkäken samt två premolarer i överkäken. Ett säckformigt organ vid hakan saknas. Namnet för det nya släktet är bildat av de latinska orden seta (styv hår) och rostrum (nos).
Arten väger ungefär 6 g och den har sandfärgad päls på ovansidan samt ljusare gulbrun päls på undersidan. Jämförd med andra släktmedlemmar är nosen längre och utrustade med styva hår. Dessutom förekommer genetiska skillnader. Hannar och honor har köttiga flikar vid könsorganen.
Denna fladdermus har två kända populationer, en i södra Northern Territory samt i angränsande områden och en i Queensland och New South Wales. Kanske vandrar några individer mellan dessa två områden. Arten hittas i öppna trädansamlingar och i galleriskogar.
Individerna vilar på dagen i trädens håligheter och de bildar flockar med 4 till 15 medlemmar. Honor lever i avskilda flockar utan hannar när ungarna föds. Ungarnas födelse sker under den australiska sommaren (november till december). Under natten flyger Mormopterus eleryi ganska tät ovanför marken för att jaga insekter.
Fladdermusen hotas av habitatförstöring genom trädröjning och bränder. IUCN lister arten som nära hotad (NT).